# Manuel Herrero Fernández
Manuel Herrero Fernández (ur. 17 stycznia 1947 w Val de San Vicente) – hiszpański biskup katolicki, biskup diecezjalny Palencii w latach 2016-2023, augustianin.

## Życiorys
Święcenia prezbiteratu otrzymał 12 lipca 1970 w zakonie augustianów. Był m.in. wychowawcą w zakonnym seminarium w Palencii, koordynatorem komisji prowincjalnej ds. duszpasterskich i ds. powołań oraz wykładowcą augustiańskiego instytutu teologicznego. Pracował także w archidiecezji madryckiej (m.in. jako proboszcz jednej z madryckich parafii oraz jako delegat ds. zakonnych w Wikariacie III) oraz w diecezji Santander (jako delegat ds. Caritasu i ds. życia konsekrowanego, kanclerz kurii i wikariusz generalny). W latach 2014–2015 kierował diecezją Santander jako jej tymczasowy administrator.
26 kwietnia 2016 papież Franciszek mianował go biskupem ordynariuszem diecezji Palencii. Święcenia biskupie otrzymał 18 czerwca 2016.
31 października 2023 papież Franciszek przyjął jego rezygnację z urzędu biskupa ordynariusza diecezji Palencii. 